# Cathy Podewell
Cathy Podewell, född 26 januari 1964 i Evanston, Illinois, USA, är en amerikansk skådespelare. Mest känd i rollen som Cally Harper Ewing i TV-serien Dallas. Hon har även varit med i serierna Lady Blue, Pappa vet bäst och Beverly Hills och i filmerna Ont väsen och På rymmen i Beverly Hills.